# Odontopera briela
Odontopera briela är en fjärilsart som beskrevs av Debauche 1937. Odontopera briela ingår i släktet Odontopera och familjen mätare. Inga underarter finns listade i Catalogue of Life.